# Plectrocnemia triangularis
Plectrocnemia triangularis là một loài Trichoptera hóa thạch trong họ Polycentropodidae.